# 레이디 사라 매코쿼데일
레이디 사라 라비니아 매코쿼데일(Lady Elizabeth Sarah Lavinia McCorquodale, 1955년 3월 19일 ~ )은 웨일스 공비 다이애나의 큰언니이다.